# Vanganelsko jezero
Vanganelsko jezero je umetno jezero v zaledju Kopra, po koncu vasi Vanganel v smeri jug-jugovzhod na približni oddaljenosti polovice kilometra.

## Nastanek
Nastanku jezera so botrovale nevšečnosti zaradi številnih poplav Bavškega potoka. Da bi se pred poplavami zavarovali, so Bavški potok zajezili s pregrado. Tukaj je leta 1964 nastalo vodno akumulacijsko jezero ali z uradnim imenom Pregrada Vanganel.

## Lastnosti
Pregrada meri približno 4 hektarje površine, v kateri je akumuliranih do 230.000 m³ vode. Ta se uporablja za namakanje kmetijskih površin, vzdrževanje biološkega minimuma v Badaševici in ribolov. Vanganelsko jezero napaja tudi potok Morigla, ki v poletnem času presahne. Ob velikih deževjih nivo vodne gladine naraste, pregrada pa ima izdelan tudi zasilni sifon. Najglobji del jezera meri 18 m.

## Ribolov
Jezero je priljubljeno med ljubitelji ribolova, saj je naseljeno s številnimi vrstami rib (krapi, somi, ščuke, smuči, kleni, amurji in ostriži). Ribolovne dovolilnice se lahko kupijo na spletni strani Ribiške družine Koper, ki skrbi za vodni živelj Vanganelskega jezera.

## Pot za srce
Okoli jezera je speljana rekreacijska pot, ki je namenjena vsem, tudi oz. zlasti tistim, ki imajo težave s srcem in z ožiljem. Pot, imenovana Pot za srce, je namreč nastala v sodelovanju skupine prijateljev planincev in istrske podružnice Društva za zdravje srca in ožilja z namenom, da bi bila primerna tudi za ljudi, ki jim zdravje ne dovoljuje pretiranih naporov.